# Mathea Olin
Mathea Dempfle-Olin (nascida em 2 de fevereiro de 2003) é uma surfista canadense. Aos 14 anos, ela conquistou as primeiras medalhas de surf do Canadá em competições internacionais com ouro e bronze nos Jogos Pan-Americanos de Surf de 2017. Olin também conquistou o bronze nos Jogos Pan-americanos de 2019 em Lima, no Peru.

## Biografia
Mathea Dempfle-Olin nasceu em Canmore, Alberta, em 2 de fevereiro de 2003. Aos seis anos mudou-se para Tofino, British Columbia, onde começou a surfar; ela começou a surfar competitivamente aos dez anos de idade. Olin também era ginasta, treinando em Port Alberni — ela sonhava em competir na ginástica nas Olimpíadas até a 128ª Sessão do COI, quando o surfe foi adicionado aos Jogos Olímpicos de Verão de 2020 em Tóquio, no Japão
Em 2017, a Olin recebeu Can$  do programa Fueling Athlete and Coaching Excellence (FACE) da Petro-Canada. Ela foi a primeira surfista a ser premiada pelo programa.

## Carreira

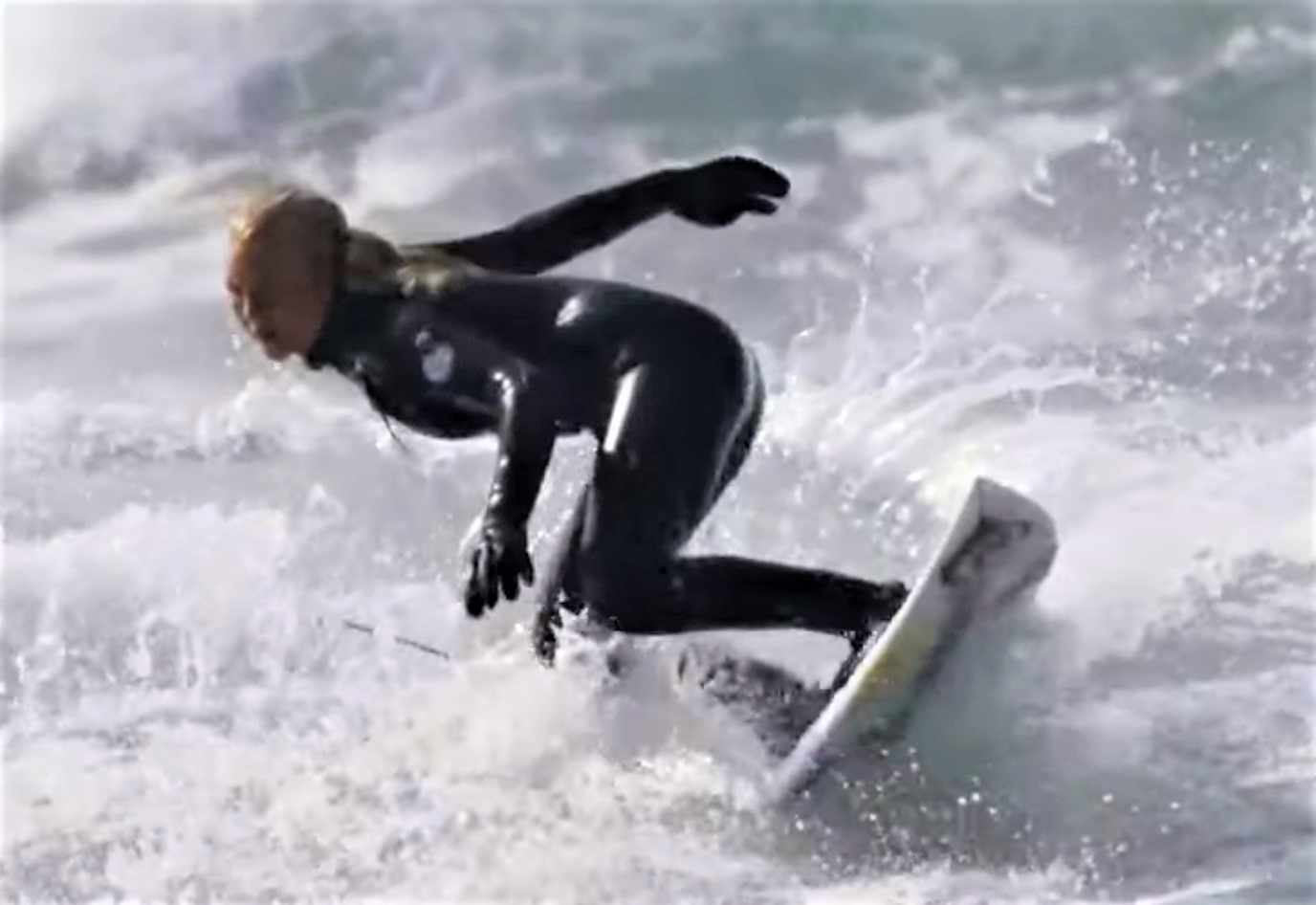
Olin surfando na CBC Sports em 2019

### Jogos Pan-americanos de 2019
Nos Jogos Pan-Americanos de Surf 2017, de 5 a 9 de dezembro, Olin disputou a modalidade de shortboard feminina, onde conquistou o bronze. Ela também competiu no longboard feminino. Ela derrotou a medalhista de prata peruana Maria Fernanda Reyes e a medalhista de bronze Carolina Thun para ganhar o ouro.
O desempenho de Olin a classificou para os Jogos Pan-americanos de 2019 em Lima, no Peru  Suas medalhas na competição também são as primeiras medalhas do Canadá em competições internacionais de surfe.

### Campeonato Canadense de Surf
No Rip Curl Nationals de maio de 2019 em Wickaninnish Beach na Pacific Rim National Park Reserve, Olin competiu no evento feminino Sub-18, onde marcou 8,80 pontos, garantindo o segundo lugar  Ela foi segurada por sua irmã, Sanoa, que ficou em primeiro lugar com 10s74. Olin também participou do evento aberto feminino  Ela ficou em quarto lugar com uma pontuação de 10,03, 0,9 pontos atrás de sua irmã em terceiro lugar.
Em 7 de junho de 2019, a Surfing Canada e o Comitê Olímpico Canadense anunciaram que Olin faria parte da primeira equipe pan-americana de surfe do Canadá, que competiria nos Jogos Pan-americanos de 2019.
De 29 de julho a 4 de agosto, Olin competiu no evento de longboard feminino em Punta Rocas praia no distrito de Punta Negra no Peru. Na primeira rodada, no dia 29 de julho, ela disputou uma bateria contra a argentina Maria Gil Boggan e a mexicana Risa Machuca. Olin ficou em segundo lugar e avançou para a próxima rodada com uma pontuação de 8,73, 0,33 atrás de Boggan. Na segunda rodada, em 31 de julho, ela enfrentou a brasileira Chloe Calmon e a equatoriana Michell Soriano. Olin avançou para a terceira rodada e ficou em segundo lugar com uma pontuação de 8,63, 6,03atrás do vencedor da bateria, Calmon. Na terceira rodada, em 1 de agosto, ela enfrentou a americana Tiare Thompson. Olin venceu com uma pontuação de 12,03, batendo Thompson por 1,67 pontos   Na quarta rodada, em 3 de agosto, ela disputou contra Calmon por uma vaga na final contra a peruana Maria Fernanda Reyes. Olin começou forte em sua primeira onda, marcando 7,83 pontos contra 5,83 de Calmon, mas ficou para trás em sua segunda onda, marcando apenas 2,47 pontos contra 4,77 pontos de seu oponente. Olin marcou 10,30 pontos no total, perdendo por apenas 0,3 pontos contra 10,60 de Calmon — ela passou para a disputa pela medalha de bronze contra a vencedora das rodadas de repescagem, Maria Fernanda Reyes, onde a vencedora enfrentaria Chloe Calmon pela medalha de ouro. No dia 4 de agosto, ela marcou 8,70, o que não foi suficiente para vencer os 13,50 de Reyes, dando a Olin a medalha de bronze
Desde 2019 a medalha bronze de Olin é a primeira e única medalha Pan-Americana de surfe do Canadá.